# Tonja Buford-Bailey
Tonja Yvette Buford-Bailey (ur. 13 grudnia 1970 w Dayton w stanie Ohio) – amerykańska lekkoatletka, płotkarka.
Brązowa medalistka olimpijska z Atlanty (1996) w biegu na 400 metrów przez płotki. Wicemistrzyni świata (Göteborg 1995) w tej konkurencji.

## Igrzyska olimpijskie
| Miejsce | Dzień       | Rok  | Miejscowość | Konkurencja       | Czas biegu | Strata   | Zwycięzca       |
| ------- | ----------- | ---- | ----------- | ----------------- | ---------- | -------- | --------------- |
| 10.     | 3 sierpnia  | 1992 | Barcelona   | bieg na 400 m ppł | 55,04 s    | -        | Sally Gunnell   |
| brąz    | 31 lipca    | 1996 | Atlanta     | bieg na 400 m ppł | 53,22 s    | + 0,40 s | Deon Hemmings   |
| 18.     | 24 września | 2000 | Sydney      | bieg na 400 m ppł | 57,08 s    | -        | Irina Priwałowa |

## Mistrzostwa świata
| Miejsce | Dzień       | Rok  | Miejscowość | Konkurencja       | Czas biegu | Strata   | Zwycięzca      |
| ------- | ----------- | ---- | ----------- | ----------------- | ---------- | -------- | -------------- |
| 5.      | 19 sierpnia | 1993 | Stuttgart   | bieg na 400 m ppł | 54,55 s    | + 1,81 s | Sally Gunnell  |
| srebro  | 11 sierpnia | 1995 | Göteborg    | bieg na 400 m ppł | 52,62 s    | + 0,01 s | Kim Batten     |
| 6.      | 8 sierpnia  | 1997 | Ateny       | bieg na 400 m ppł | 54,77 s    | + 1,80 s | Nezha Bidouane |
| 4.      | 8 sierpnia  | 2001 | Edmonton    | bieg na 400 m ppł | 54,55 s    | + 1,21 s | Nezha Bidouane |

## Igrzyska panamerykańskie
| Miejsce | Dzień       | Rok  | Miejscowość   | Konkurencja       | Czas biegu | Strata   | Zwycięzca       |
| ------- | ----------- | ---- | ------------- | ----------------- | ---------- | -------- | --------------- |
| brąz    | 10 sierpnia | 1991 | Hawana        | bieg na 400 m ppł | 57,81 s    | + 0,47 s | Lency Montelier |
| srebro  | 24 marca    | 1995 | Mar del Plata | bieg na 400 m ppł | 55,05 s    | + 0,31 s | Kim Batten      |